# توليو أوجينيو ريجي
توليو أوجينيو ريجي (11 يوليو 1931-23 أكتوبر 2014) عالم الفيزياء النظرية الإيطالي.